# Barbosella prorepens
Barbosella prorepens är en orkidéart som först beskrevs av Heinrich Gustav Reichenbach, och fick sitt nu gällande namn av Rudolf Schlechter. Barbosella prorepens ingår i släktet Barbosella och familjen orkidéer. Inga underarter finns listade i Catalogue of Life.

## Bildgalleri

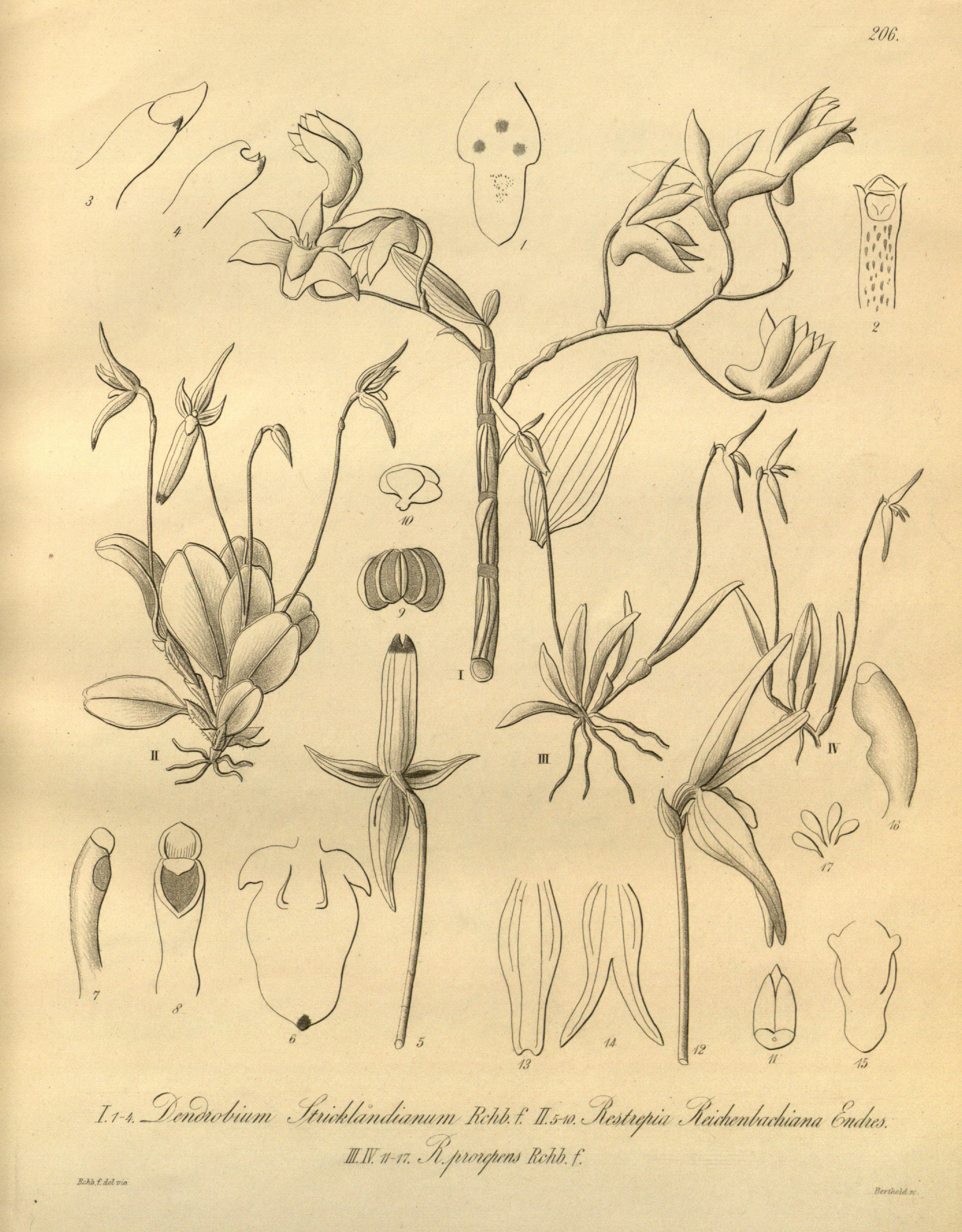